# Diapetimorpha ruficrus
Diapetimorpha ruficrus là một loài tò vò trong họ Ichneumonidae.